# Макс Гендель
Макс Гендель (англ. Max Heindel, при народженні Carl Louis von Grasshoff; 23 липня 1865 — 6 січня 1919) — американський окультист, містик, ясновидець, езотерик, розенкрейцер, письменник і астролог; один із зачинателів сучасної астрології в США, видатний християнський містик Америки.
Засноване ним в 1909 році Братство розенкрейцерів було головною силою в становленні, розвитку та поширення астрології в США.

## Життєпис
Його батько прибув до Данії, ймовірно, разом з прусською армією під час датсько-пруської війни в 1864 році. Франц фон Грассхоф одружився з данкою Ганною Петерсен. У них було два сини, старший — Карл пізніше, після еміграції в Америку, змінив своє ім'я і став Максом Генделем.

Батько помер, коли Карлу було всього шість років, і мати з маленькими дітьми опинилася в дуже скрутному становищі.
У 1885 році Карл одружився і переїхав у Ліверпуль, де працював у службі торгового флоту.
У 1896 році Карл Людвіг фон Грассхоф стає Максом Генделем і емігрує до Америки. Він працює інженером на пивоварному заводі в Сомервіллі, Массачусетс. У 1903 році їде в Лос-Анджелес, де працює знову інженером. Оскільки його давно вже цікавлять питання метафізики, Гендель приєднується до теософського товариства Лос-Анджелеса, віце-президентом якого він був в 1904—1905 рр. У цей же час він починає вивчати астрологію. Джон Мелтон констатував, що книги Генделя «Simplified Scientific Astrology» і «The Message of the Stars» стали в XX столітті головним фактором відродження астрології в Америці. У 1907 році під час своєї поїздки в Німеччину Гендель зустрівся зі «Старшим Братом» з Ордена розенкрейцерів і отримав від нього знання, які пізніше виклав у своїх працях.
У 1909 році Макс Гендель, заснувавши Братство розенкрейцерів, видає книгу, яку Менлі Холл згодом назве підручником християнської метафізики. Це — «Космічна концепція розенкрейцерів, або містичне християнство (елементарний курс про минуле еволюції, нинішню будову і майбутній розвиток людини)». Книга містить універсальну схему еволюційних процесів людини і Всесвіту, співвідношення з наукою і релігією початку XX століття.
Макс Гендель в своїй книзі пише: про ставлення людини до Бога, про видимі і невидимі світи, про космогенез і антропогенез, про обмеженість Біблії, про Ісуса Христа і Його місії. Він порівнює три, на його погляд, гідних уваги теорії, які були коли-небудь висунуті для вирішення загадки Життя і Смерті.